# Cummins (motoren)
Cummins Inc. is een van de grootste producenten van diesel- en gasmotoren ter wereld en gevestigd in Columbus (Indiana, Verenigde Staten). Het bedrijf werd opgericht in 1919 door Clessie Cummins, waar het bedrijf naar is vernoemd. In 2001 werd de naam gewijzigd van Cummins Engines naar Cummins om zo het bredere aanbod van producten te reflecteren.

## Activiteiten
Het bedrijf maakt tegenwoordig motoren tussen de 48 en 3500 pk voor auto's, autobussen, industrie/constructie, stroomvoorziening, treinen en scheepvaart. Ook levert Cummins filtratie en geluidssystemen, componenten en elektronische systemen. 
Voor de verkoop en onderhoud beschikt het bedrijf over een uitgebreid netwerk van dealers. Een klein deel van de 10.000 vestigingen is in handen van Cummins, maar het overgrote deel zijn zelfstandige bedrijven. Cummins is op deze wijze vertegenwoordigd in zo'n 190 landen wereldwijd. De Nederlandse distributeur van Cummins motoren is gevestigd in Dordrecht.
Er zijn vijf bedrijfsonderdelen:
- Engine betreft de motoractiviteiten en dit onderdeel heeft een aandeel van een derde in de totale omzet. Enkele grote Amerikaanse fabrikanten die de motoren afnemen zijn Paccar, Navistar en Daimler Truck North America.
- Distribution houdt zich bezig met de verkoop en onderhoud van Cummins producten en vertegenwoordigde een kwart van de omzet in 2021.
- Components levert een divers pakket van onderdelen zoals turbo's, versnellingsbakken, filtratie, elektronica en brandstofsystemen.
- Power Systems levert stationaire motoren voor onder andere de opwekking van elektriciteit.
- New Power houdt zich bezig met de ontwikkeling en productie van nieuwe motoren voor waterstof maar ook hybride en volledig elektrische motoren, batterijen en brandstofcellen.

Iets meer dan de helft van de omzet in 2021 werd gerealiseerd in de Verenigde Staten en Canada en 44% daarbuiten. In de Volksrepubliek China is Cummins actief met drie grote joint ventures, Beijing Foton Cummins Engine Company, Dongfeng Cummins Engine Company en Chongqing Cummins Engine Company.

## Geschiedenis
Het bedrijf werd opgericht door Clessie L. Cummins (1888-1968). Hij was chauffeur en monteur van een Packard bus en in dienst van Will G. Irwin, een rijke industrieel en filantroop in Columbus. Kort voor de Eerste Wereldoorlog werd de garage uitgebreid met gereedschappen zodat Cummins ook zelf reparaties aan de motor kon uitvoeren. In 1917 las Cummins een bericht over Duitse onderzeeboten die uitgerust waren met dieselmotoren. Dit was voor hem verrassend omdat dieselmotoren een slechte reputatie hadden, ze waren niet alleen groot maar ook zeer vervuilend.
De interesse van Cummins was gewekt en hij begon de dieselmotor aan te passen en te verbeteren. In 1919 zocht Sears, Roebuck & Co. dieselmotoren met een vermogen van drie pk. Cummins haalde Irwin over om te onderhandelen over een contract met Sears en hiervoor werd Cummins Engine Company, Inc. opgericht. Het contract met Sears was geen succes, de motor functioneerde niet goed en Sears beëindigde de relatie. Ondanks deze tegenslag ging Cummins verder, met de financiële steun van Irwin.
In 1930 had Cummins eindelijke een goed functionerende dieselmotor. Hij reed van Columbus naar New York, een afstand van bijna 800 mijl, zonder noemenswaardige problemen en de motor was ook zuinig in gebruik. De brandstofinspuitpomp van Cummins was beter dan die van de concurrentie. Vrachtwagenfabrikanten bleven echter bij benzinemotoren al probeerden ze hun eigen dieselmotoren te maken. Supermarktketen Purity Stores in Californië was een van de eerste die in de bestelwagen de benzinemotoren liet vervangen door Cummins dieselmotoren. De ervaringen van de chauffeurs waren positief, de motoren waren krachtig, zuinig en betrouwbaar. Toen dit in bredere kring bekend werd, begon de afzet van Cummins motoren toe te nemen. In de crisis van de jaren 1930 was er behoefte aan dieselmotor die zuiniger in gebruik waren dan benzinemotoren. In 1937 behaalde het bedrijf voor het eerst winst. Cummins verkocht niet alleen motoren aan transportbedrijven, maar ook aan concurrenten.
Een achterneef van Irwin, Joseph Irwin Miller (1909-2004), werd in 1945 aangesteld als hoofd van het bedrijf en de fabriek werd uitgebreid.
In 1946 werd een omzet behaald van US$ 20 miljoen en tien jaar later was dit vervijfvoudigd naar US$ 100 miljoen. In 1952 werd een turbodiesel geïntroduceerd, dit verhoogde het motorvermogen met zo'n 50% bij een gelijkblijvend brandstofverbruik. In de jaren vijftig had Cummins een marktaandeel van 60% in dieselmotoren voor zware vrachtwagens in Noord-Amerika. Zware vrachtwagens maakten maar een klein deel uit van de totale markt en Cummins begon met de ontwikkeling van motoren voor lichtere vrachtwagens die nog bijna allemaal uitsluitend benzinemotoren gebruikten. Dieselmotoren waren zuiniger in verbruik, maar duurder in aanschaf dan benzinemotoren.
Cummins raakte in de jaren zestig in de problemen. De concurrentie nam toe, zoals General Motors en Perkins, en Cummins voerde een diversificatiebeleid waardoor de motoren minder prioriteit kregen. Het marktaandeel daalde en de motoren waren ook nog duurder dan die van de concurrentie. Het antwoord van Cummins was de ontwikkeling van krachtiger en betrouwbaarder motoren. Verder werd het bedrijf internationaler, er kwam een wereldwijd netwerk van 3000 servicepunten en in het midden van de jaren zeventig kwam een kwart van de omzet uit het buitenland. Verder werden extra grote motoren van 1200 pk op de markt gebracht, deze werden verkocht aan landbouw-, bouw- en scheepvaartondernemingen.
In de jaren tachtig nam de druk van Japanse motorfabrikanten op de Amerikaanse markt toe. Zij probeerden marktaandeel te winnen door motoren tegen lagere prijzen aan te bieden. Cummins verlaagde ook de prijzen om marktaandeel te behouden, maar dit betekende ook bezuinigingen en herstructureringen om de resultaten te beschermen. Tussen 1979 en 1986 daalde het aantal medewerkers met 20% met een stijging van de arbeidsproductiviteit tot gevolg. Verder werden flexibele productiemethoden geïntroduceerd waardoor er minder voorraad noodzakelijk was. De introductie van strengere emissiebeperkingsvoorschriften vereisten aanpassingen aan de motoren. Cummins introduceerde snel een verbeterde versie, maar later kwamen manco's aan het licht waardoor het bedrijf klanten verloor. Het marktaandeel van Cummins daalde van meer dan 60% in 1984 tot 55% in 1988 en 40% in 1991 en de financiële resultaten waren slecht.
Cummins had geld nodig en drie bedrijven, Ford, Tenneco en Kubota, namen een aandelenbelang van 27% in ruil voor een kapitaalinjectie van US$ 250 miljoen. Dit geld werd gebruikt om schulden af te lossen en de Europese activiteiten uit te breiden. In 1993 boekte het bedrijf zijn eerste jaarwinst sinds 1987. Het volgende jaar behaalde Cummins een recordomzet van US$ 4,7 miljard en tevens een recordwinst van US$ 253 miljoen. In 1997 nam Cummins het 10,8% aandelenbelang van Ford weer over waarna Ford niet meer een aandeelhouder was.
In augustus 2021 nam Cummins de Amerikaanse toeleverancier van vrachtwagenonderdelen Meritor over. De overnamesom was US$ 4,0 miljard. Meritor is vooral actief in Noord-Amerika en levert assen en remdelen voor zowel vrachtwagen en aanhangwagens, versnellingsbakken, remmen en wielophangingen. Meritor heeft ook een lopend ontwikkelingsprogramma voor een as die elektrisch aangedreven kan worden. Meritor realiseerde in 2021 een omzet van US$ 4 miljard, waarvan 40% buiten Noord-Amerika. De nettowinst was US$ 199 miljoen in 2021. Op 31 september 2021 telde het bedrijf 9600 medewerkers.

## Naslagwerk
- Clessie L. Cummins My Days with the Diesel: The Memoirs of Clessie L. Cummins, Father of the Highway Diesel Chilton Books (1967)